# Sidi Aïssa
Sidi Aissa là một đô thị thuộc tỉnh Msila, Algérie. Dân số thời điểm năm 2002 là 57.27 người.